# Войцеховиці (гміна)
Гміна Войцеховіце (пол. Gmina Wojciechowice) — сільська гміна у східній Польщі. Належить до Опатовського повіту Свентокшиського воєводства.
Станом на 31 грудня 2011 у гміні проживало 4330 осіб.

## Територія
Згідно з даними за 2007 рік площа гміни становила 86.37 км², у тому числі:
- орні землі: 93.00%
- ліси: 2.00%

Таким чином, площа гміни становить 9.48% площі повіту.

## Населення
Станом на 31 грудня 2011:
| Опис     | Загалом | Загалом | Чоловіки | Чоловіки | Жінки | Жінки |
| -------- | ------- | ------- | -------- | -------- | ----- | ----- |
| одиниця  | осіб    | %       | осіб     | %        | осіб  | %     |
| все      | 4330    | 100     | 2173     | 50.18    | 2157  | 49.82 |
| міське   | 0       | 100     | 0        |          | 0     |       |
| сільське | 4330    | 100     | 2173     | 50.18    | 2157  | 49.82 |

## Сусідні гміни
Гміна Войцеховіце межує з такими гмінами: Вільчице, Ліпник, Ожарув, Опатув, Цьмелюв.